# Mustel siwy
Mustel siwy, siwosz (Mustelus mustelus) – gatunek ryby żarłaczokształtnej z rodziny mustelowatych (Triakidae).

## Występowanie
Wschodni Atlantyk od Wysp Brytyjskich do północnej Afryki oraz Morze Śródziemne.
Wody przybrzeżne, nad piaszczystym i mulistym dnem, na głębokości od 5 do 100 m, maksymalne do 300 m.

## Cechy morfologiczne
Osiąga maksymalnie do 2 m, zazwyczaj do 1,5 m długości. Ciało wydłużone, bardzo smukłe z długim, spiczastym pyskiem. Oczy owalne bez migawkowej przesłony. Uzębienie w obu szczękach w postaci drobnych, zaokrąglonych i płaskich zębów, ułożonych w wiele szeregów tworzących rodzaj tarczki. Płetwa grzbietowa podwójna, obydwie części prawie takiej samej wielkości. Płetwa ogonowa sierpowata, lekko unosząca się w górę, z głębokim wycięciem.
Grzbiet jednolicie szary, szarobrązowy do czerwonoszarego. Boki jaśniejsze, strona brzuszna brudnobiała.

## Odżywianie
Żeruje nocą przy dnie. Żywi się skorupiakami, mięczakami i małymi rybami.

## Rozród
Osiąga dojrzałość płciową przy długości około 70–74 cm. Ryba żyworodna, ciąża trwa około 10 miesięcy. W miocie rodzi się od 4 do 28 młodych mających 35 cm długości.